# Harnaaz Sandhu
Harnaaz Kaur Sandhu (Chandigar, 3 de març de 2000) és una model i reina de bellesa índia, guanyadora del concurs Miss Univers 2021. Anteriorment, Sandhu va ser la guanyadora de Miss Univers Índia 2021.

## Biografia
Sandhu va néixer al poble de Kohali al Districte de Gurdaspur, Punjab, a prop de la ciutat de Batala, dels pares Pritampal Singh Sandhu i Rabinder Kaur Sandhu. El seu pare és agent immobiliari i la seva mare és ginecòloga, mentre que ella també té un germà gran anomenat Harnoor. Sandhu es va criar en una família sikh, mentre que el seu pare és d'origen jat.
El 2006, la família es va traslladar a Anglaterra, abans de tornar a l'Índia dos anys més tard i establir-se a Chandigar, on va créixer Sandhu. Va assistir a l'escola pública de Shivalik i al Postgrau Govern College per a noies, tots dos a Chandigar. Abans de convertir-se en Miss Univers, Sandhu estava cursant un màster en administració pública.
El 30 de setembre de 2021, Sandhu va ser la guanyadora de Miss Diva Univers 2021 pel titular sortint Adline Castelino. Com a Miss Diva 2021, Sandhu va rebre el dret de representar l'Índia al certamen de Miss Univers 2021 celebrat el 12 de desembre de 2021 a Eilat, Israel i va guanyar el títol. Després de la seva victòria, es va convertir en la tercera dona índia en ser coronada Miss Univers.